# Амуру Мицухиро
Николай Юрьевич Иванов (род. 25 августа 1983, Лесозаводск), более известный под сиконой Амуру Мицухиро — бывший профессиональный российский сумоист. Единственный этнический русский в истории одзумо. В российских источниках часто упоминается как Амур, поскольку эта часть сиконы взята в честь одноимённой реки.

## Низшие дивизионы (2002-2010)
Николай Иванов вырос в Приморском крае, где в юности занимался боксом. Его сестра вышла замуж за японца, который знал главу школы сумо Ономацу-бея и уговорил шурина попробовать себя в этом виде спорта. В 2002 году Николай переехал в Японию, и сразу начал выступления в профессиональном сумо. После первого же турнира в низшем дивизионе дзёнокути, россиянин пробился в 5-й, дзёнидан. В июле 2003 года он дебютировал в сандаммэ (4-й дивизион), в марте 2005 в макусита (3-й дивизион). Июльский басё 2010 года он начал в высшем для себя ранге, 8-го макуситы, но после трёх стартовых поражений снялся с турнира. Выступив в сентябре 2010, Амуру пропустил из-за травмы левого колена остальные турниры до мая 2011 года.

## Прорыв (2011-2012)
Во время отсутствия рейтинг Николая был понижен до низов сандаммэ, но затем россиянину удалась победная серия. За два турнира он проходит четвёртый дивизион (13 побед в 14 схватках, кубок Сандамме), а затем ещё за два третий (11 побед в 14 поединках) и в январе 2012 получает повышение во второй элитный дивизион дзюрё, став пятым в истории российским сэкитори после Рохо, Хакурозана, Ваканохо и Арана.
Дебют в дзюрё начинался крайне успешно: 10 побед в 11 схватках, однако в 12-й россиянин вновь получил травму колена (на этот раз правого) и снялся с турнира. В начале марта передняя крестообразная связка была прооперирована, на реабилитацию отводилось полгода. Однако процесс восстановления затягивался, нога плохо разгибалась и осенью Николай решился на дополнительную операцию.

## Новый подъём (2013-2015)
Вновь на дохё Амуру вышел только в январе 2013. В результате пропуска пяти турниров его рейтинг был понижен до 44 бойца пятого дивизиона дзёнидан (что на тот момент соответствовало №477 в общем рейтинге). Однако Николай смог подтвердить свой высокий класс, став единственным (из 194) борцом дивизиона, выигравшим все семь проведенных схваток и заслужив повышение в сандаммэ. На последующих 10 турнирах Иванов неизменно добивался результата катикоси (преобладание побед) и в ноябре 2014 дебютировал в высшей лиге сумо - макуути. Продолжая прогрессировать, в ноябре 2015 выступил на высшей для себя позиции - 5 маэгасира (что на тот момент соответствовало №20 среди всех борцов одзумо).

## Спад и отставка (2016—2018)
После успехов 2013—2015 годов начался спад. С ноября 2015 Амуру лишь 3 раза за 15 турниров смог добиться результата катикоси, что повлекло потерю звания маэгасиры (в июле 2016), а после и звания сэкитори (в марте 2017). В мае 2018 Николай Иванов объявил об отставке и планах остаться в Японии и работать спортивным тренером. По состоянию на 2020 год работал в спортзале в префектуре Тиба и преподавал традиционные движения сумо на русском и японском языках онлайн. Он потерял около 35 килограммов с момента выхода в отставку.

## Борцовский стиль
Амуру предпочитал бороться в поясе, нежели толчками. Излюбленный захват хидари-ёцу — захват маваси правой рукой поверх, а левой рукой изнутри захвата оппонента. За карьеру Амуру побеждал 29 различными кимаритэ, чаще всего используя ёрикири или выталкивание (40,05 % побед), осидаси (10,68 %) и ёритаоси (6,80 %). Амуру никогда, даже будучи травмированным, не использовал хэнку, что является проявлением благородства в борьбе, так как частое применение хэнки порицается как проявление слабости.

## Результаты
| Год в сумо | Январь Хацу басё, Токио                         | Март Хару басё, Осака                          | Май Нацу басё, Токио                             | Июль Нагоя басё, Нагоя                           | Сентябрь Аки басё, Токио                         | Ноябрь Кюсю басё, Фукуока                         |
| --- | ----------------------------------------------- | ---------------------------------------------- | ------------------------------------------------ | ------------------------------------------------ | ------------------------------------------------ | ------------------------------------------------- |
| 2002 | x                                               | x                                              | (Маэдзумо)                                       | Дзёнокути #43 востока 5–2                        | Дзёнидан #109 запада 5–2                         | Дзёнидан #65 запада 4–3                           |
| 2003 | Дзёнидан #44 запада 3–4                         | Дзёнидан #57 востока 4–3                       | Дзёнидан #31 востока 6–1                         | Сандаммэ #68 востока 2–5                         | Дзёнидан #3 запада 4–3                           | Сандаммэ #83 запада 3–4                           |
| 2004 | Сандаммэ #97 запада 3–4                         | Дзёнидан #11 востока 5–2                       | Сандаммэ #75 востока 3–4                         | Сандаммэ #89 востока 4–3                         | Сандаммэ #72 востока 5–2                         | Сандаммэ #39 востока 4–3                          |
| 2005 | Сандаммэ #24 востока 5–2                        | Макусита #60 запада 2–5                        | Сандаммэ #25 востока 4–3                         | Сандаммэ #12 запада 5–2                          | Макусита #53 востока 3–4                         | Сандаммэ #4 запада 3–4                            |
| 2006 | Сандаммэ #16 запада 4–3                         | Сандаммэ #2 запада 3–4                         | Сандаммэ #17 востока 4–3                         | Сандаммэ #5 востока 3–4                          | Сандаммэ #24 востока 5–2                         | Макусита #59 запада 3–4                           |
| 2007 | Сандаммэ #15 востока 5–2                        | Макусита #56 востока 2–5                       | Сандаммэ #23 востока 4–3                         | Сандаммэ #12 запада 4–2–1                        | Сандаммэ #1 запада 6–1                           | Макусита #29 востока 5–2                          |
| 2008 | Макусита #16 запада 4–3                         | Макусита #12 запада 2–5                        | Макусита #23 запада 4–3                          | Макусита #19 запада 3–4                          | Макусита #27 востока 3–4                         | Макусита #34 запада 3–4                           |
| 2009 | Макусита #43 запада 4–3                         | Макусита #36 востока 5–2                       | Макусита #21 запада 3–4                          | Макусита #28 запада 5–2                          | Макусита #19 востока 2–5                         | Макусита #32 востока 4–3                          |
| 2010 | Макусита #25 запада 5–2                         | Макусита #17 запада 4–3                        | Макусита #13 востока 4–3                         | Макусита #8 востока 0–3–4                        | Макусита #43 запада 5–2                          | Макусита #28 востока Пропустил из-за травмы 0–0–7 |
| 2011 | Сандаммэ #8 запада Пропустил из-за травмы 0–0–7 | Отмена басё 0–0–15                             | Сандаммэ #68 запада 6–1                          | Сандаммэ #3 запада 7–0–P                         | Макусита #8 востока 5–2                          | Макусита #2 запада 6–1–P                          |
| 2012 | Дзюрё #11 запада 10–2–3                         | Дзюрё #3 востока Пропустил из-за травмы 0–0–15 | Макусита #3 востока Пропустил из-за травмы 0–0–7 | Макусита #43 запада Пропустил из-за травмы 0–0–7 | Сандаммэ #23 запада Пропустил из-за травмы 0–0–7 | Сандаммэ #83 запада Пропустил из-за травмы 0–0–7  |
| 2013 | Дзёнидан #44 востока 7–0                        | Сандаммэ #44 запада 5–2                        | Сандаммэ #17 востока 6–1                         | Макусита #41 востока 6–1                         | Макусита #19 востока 5–2                         | Макусита #9 запада 5–2                            |
| 2014 | Макусита #4 востока 5–2                         | Дзюрё #13 востока 8–7                          | Дзюрё #9 востока 8–7                             | Дзюрё #6 востока 10–5                            | Дзюрё #1 запада 9–6                              | Маэгасира #14 востока 5–10                        |
| 2015 | Дзюрё #1 востока 8–7                            | Маэгасира #16 востока 7–8                      | Маэгасира #16 запада 9–6                         | Маэгасира #10 запада 8–7                         | Маэгасира #7 запада 8–7                          | Маэгасира #5 востока 4–11                         |
| 2016 | Маэгасира #11 запада 7–8                        | Маэгасира #11 запада 7–8                       | Маэгасира #12 запада 3–8–4                       | Дзюрё #5 запада 9–6                              | Дзюрё #3 запада 6–9                              | Дзюрё #7 востока 7–8                              |
| 2017 | Дзюрё #10 востока 5–10                          | Макусита #1 востока 3–4                        | Макусита #4 запада 1–6                           | Макусита #20 запада 4–3                          | Макусита #15 востока 2–5                         | Макусита #29 востока 5–2                          |
| 2018 | Макусита #18 запада 3–4                         | Макусита #24 запада 2–5                        | Макусита #39 востока Отставка 0–0–1              | x                                                | x                                                | x                                                 |
| Результат приведен как победил-проиграл-снялся Победа Малый кубок Отставка Не выступал в макуути Специальные призы: Д=За боевой дух (Канто-сё); В=За выдающееся выступление (Сюкун-сё); Т=За техническое совершество (Гино-сё) Ещё показаны: ★=Кимбоси; P=Участие в дополнительном финале Лиги: Макуути — Дзюрё — Макусита — Сандаммэ — Дзёнидан — Дзёнокути Ранги макуути: Ёкодзуна — Одзэки — Сэкивакэ — Комусуби — Маэгасира |                                                 |                                                |                                                  |                                                  |                                                  |                                                   |